# Chiasmocleis leucosticta
Chiasmocleis leucosticta är en groddjursart som först beskrevs av George Albert Boulenger 1888.  Chiasmocleis leucosticta ingår i släktet Chiasmocleis och familjen Microhylidae. IUCN kategoriserar arten globalt som livskraftig. Inga underarter finns listade i Catalogue of Life.